# Llista d'espècies de pisàurids
Aquesta és la llista d'espècies de pisàurids, una família d'aranyes araneomorfes descrita per Eugène Simon el 1890. Conté la informació recollida fins al 2 de novembre de 2006 i hi ha citats 52 gèneres i 328 espècies, i el gènere més nombrós és Dolomedes amb 99 espècies. La seva distribució és molt extensa i es poden trobar per tot el món, excepte a la zona desèrtica del Sàhara i Aràbia, a la punta meridional d'Amèrica del Sud i a la franja més septentrional del planeta.

## Gèneres i espècies

### Afropisaura
Afropisaura Blandin, 1976
- Afropisaura ducis (Strand, 1913) (Oest, Àfrica Central i Oriental)
- Afropisaura rothiformis (Strand, 1908) (Oest, Àfrica Central i Oriental)
- Afropisaura valida (Simon, 1886) (Àfrica Central i Occidental)

### Archipirata
Archipirata Simon, 1898
- Archipirata tataricus Simon, 1898 (Turkmenistan, Xina)

### Architis
Architis Simon, 1898
- Architis capricorna Carico, 1981 (Brasil)
- Architis cymatilis Carico, 1981 (Trinidad)
- Architis helveola (Simon, 1898) (Brasil)
- Architis ikuruwa Carico, 1981 (Guyana)
- Architis nitidopilosa Simon, 1898 (Panamà fins a Brasil)
- Architis paulistana Mello-Leitão, 1917 (Brasil)
- Architis robusta Carico, 1981 (Panamà)
- Architis sinops Carico, 1989 (Brasil)
- Architis suarez Carico, 1989 (Colòmbia)
- Architis tenuipes (Simon, 1898) (Brasil)
- Architis tenuis Simon, 1898 (Perú, Brasil)

### Bradystichus
Bradystichus Simon, 1884
- Bradystichus aoupinie Platnick & Forster, 1993 (Nova Caledònia)
- Bradystichus calligaster Simon, 1884 (Nova Caledònia)
- Bradystichus crispatus Simon, 1884 (Nova Caledònia)
- Bradystichus panie Platnick & Forster, 1993 (Nova Caledònia)
- Bradystichus tandji Platnick & Forster, 1993 (Nova Caledònia)

### Campostichommides
Campostichommides Strand, 1911
- Campostichommides inquirendus Strand, 1911 (Illes Kei)

### Caripetella
Caripetella Strand, 1928
- Caripetella madagascariensis (Lenz, 1886) (Madagascar, Illes Comoro)

### Charminus
Charminus Thorell, 1899
- Charminus aethiopicus (Caporiacco, 1939) (Etiòpia, Kenya)
- Charminus ambiguus (Lessert, 1925) (Est, Àfrica Meridional)
  - Charminus ambiguus concolor (Caporiacco, 1947) (Àfrica Oriental)
- Charminus atomarius (Lawrence, 1942) (Central, Est, Àfrica Meridional)
- Charminus bifidus Blandin, 1978 (Ruanda)
- Charminus camerunensis Thorell, 1899 (Àfrica Central i Occidental)
- Charminus marfieldi (Roewer, 1955) (Àfrica Central i Occidental)
- Charminus minor (Lessert, 1928) (Costa d'Ivori, Congo)
- Charminus natalensis (Lawrence, 1947) (Sud-àfrica)
- Charminus rotundus Blandin, 1978 (Congo)

### Chiasmopes
Chiasmopes Pavesi, 1883
- Chiasmopes hystrix (Berland, 1922) (Etiòpia)
- Chiasmopes lineatus (Pocock, 1898) (Central, Est, Àfrica Meridional)
- Chiasmopes namaquensis (Roewer, 1955) (Namíbia)
- Chiasmopes signatus (Pocock, 1902) (Sud-àfrica)

### Cispinilus
Cispinilus Roewer, 1955
- Cispinilus flavidus (Simon, 1909) (Central Àfrica)

### Cispius
Cispius Simon, 1898
- Cispius affinis Lessert, 1916 (Àfrica Oriental)
- Cispius bidentatus Lessert, 1936 (Àfrica Central i Oriental)
- Cispius kimbius Blandin, 1978 (Sud-àfrica)
- Cispius maruanus (Roewer, 1955) (Àfrica Central i Occidental)
- Cispius problematicus Blandin, 1978 (Congo)
- Cispius simoni Lessert, 1915 (Àfrica Oriental)
- Cispius strandi Caporiacco, 1947 (Àfrica Oriental)
- Cispius tanganus Roewer, 1955 (Àfrica Oriental)
- Cispius thorelli Blandin, 1978 (Congo)
- Cispius variegatus Simon, 1898 (Congo)

### Cladycnis
Cladycnis Simon, 1898
- Cladycnis insignis (Lucas, 1838) (Illes Canàries)

### Conakrya
Conakrya Schmidt, 1956
- Conakrya wolffi Schmidt, 1956 (Guinea)

### Dendrolycosa
Dendrolycosa Doleschall, 1859
- Dendrolycosa cruciata (Roewer, 1955) (Àfrica Oriental)
- Dendrolycosa fusca Doleschall, 1859 (Java, Amboina)
- Dendrolycosa gracilis Thorell, 1891 (Illes Nicobar)
- Dendrolycosa icadia (L. Koch, 1876) (Queensland)
- Dendrolycosa kochi Simon, 1898 (Austràlia Oriental)
- Dendrolycosa lepida (Thorell, 1890) (Sumatra)
- Dendrolycosa robusta (Thorell, 1895) (Myanmar)
- Dendrolycosa stauntoni Pocock, 1900 (Índia)

### Dianpisaura
Dianpisaura Zhang, Zhu & Song, 2004
- Dianpisaura lizhii (Zhang, 2000) (Xina)
- Dianpisaura songi (Zhang, 2000) (Xina)

### Dolomedes
Dolomedes Latreille, 1804
- Dolomedes actaeon Pocock, 1903 (Camerun)
- Dolomedes albicomus L. Koch, 1867 (Queensland)
- Dolomedes albicoxus Bertkau, 1880 (Brasil)
- Dolomedes albineus Hentz, 1845 (EUA)
- Dolomedes angolensis (Roewer, 1955) (Angola)
- Dolomedes angustus (Thorell, 1899) (Camerun)
- Dolomedes annulatus Simon, 1877 (Filipines)
- Dolomedes aquaticus Goyen, 1888 (Nova Zelanda)
- Dolomedes batesi Pocock, 1903 (Camerun)
- Dolomedes bistylus Roewer, 1955 (Congo)
- Dolomedes boiei (Doleschall, 1859) (Sri Lanka, Java)
- Dolomedes briangreenei 2016 (Austràlia)
- Dolomedes bukhkaloi Marusik, 1988 (Rússia)
- Dolomedes chinesus Chamberlin, 1924 (Xina)
- Dolomedes chroesus Strand, 1911 (Moluques, Nova Guinea)
- Dolomedes clercki Simon, 1937 (França, Suïssa, Alemanya)
- Dolomedes costatus Zhang, Zhu & Song, 2004 (Xina)
- Dolomedes crosbyi Lessert, 1928 (Congo)
- Dolomedes eberhardarum Strand, 1913 (Victòria)
- Dolomedes elegans Taczanowski, 1874 (Guaiana Francesa)
- Dolomedes facetus L. Koch, 1876 (Austràlia, Nova Guinea, Nova Zelanda, Samoa)
- Dolomedes fageli Roewer, 1955 (Congo)
- Dolomedes femoralis Hasselt, 1882 (Sumatra)
- Dolomedes fernandensis Simon, 1910 (Bioko)
- Dolomedes fimbriatoides Bösenberg & Strand, 1906 (Japó)
- Dolomedes fimbriatus (Clerck, 1757) (Paleàrtic)
- Dolomedes flaminius L. Koch, 1867 (Queensland)
- Dolomedes furcatus Roewer, 1955 (Mozambique)
- Dolomedes fuscipes Roewer, 1955 (Camerun)
- Dolomedes fuscus Franganillo, 1931 (Cuba)
- Dolomedes gertschi Carico, 1973 (EUA)
- Dolomedes gracilipes Lessert, 1928 (Congo)
- Dolomedes guamuhaya Alayón, 2004 (Cuba)
- Dolomedes habilis Hogg, 1905 (Sud d'Austràlia)
- Dolomedes hinoi Kayashima, 1952 (Japó)
- Dolomedes holti Carico, 1973 (Mèxic)
- Dolomedes horishanus Kishida, 1936 (Taiwan, Japó)
- Dolomedes huttoni Hogg, 1908 (Nova Zelanda)
- Dolomedes hyppomene Audouin, 1826 (Egipte)
- Dolomedes instabilis L. Koch, 1876 (Queensland, Nova Gal·les del Sud, Victòria)
- Dolomedes intermedius Giebel, 1863 (Colòmbia)
- Dolomedes japonicus Bösenberg & Strand, 1906 (Japó)
- Dolomedes karschi Strand, 1913 (Sri Lanka)
- Dolomedes lafoensis Berland, 1924 (Nova Caledònia)
- Dolomedes lateralis White, 1849 (Nova Zelanda)
- Dolomedes laticeps Pocock, 1898 (Illes Solomon)
- Dolomedes lesserti Roewer, 1955 (Mozambique)
- Dolomedes lomensis Strand, 1906 (Àfrica Occidental)
- Dolomedes machadoi Roewer, 1955 (Àfrica Occidental)
- Dolomedes macrops Simon, 1906 (Sudan)
- Dolomedes mendigoetmopasi Barrion, 1995 (Filipines)
- Dolomedes minahassae Merian, 1911 (Sulawesi)
  - Dolomedes minahassae vulcanicus Merian, 1911 (Sulawesi)
- Dolomedes minor L. Koch, 1876 (Nova Zelanda)
- Dolomedes mirificus Walckenaer, 1837 (Austràlia, Nova Zelanda)
- Dolomedes mizhoanus Kishida, 1936 (Xina, Taiwan)
- Dolomedes naja Berland, 1938 (Noves Hèbrides)
- Dolomedes nigrimaculatus Song & Chen, 1991 (Xina)
- Dolomedes neocaledonicus Berland, 1924 (Nova Caledònia)
- Dolomedes noukhaiva Walckenaer, 1847 (Illes Marqueses)
- Dolomedes ohsuditia Kishida, 1936 (Japó)
- Dolomedes okefinokensis Bishop, 1924 (EUA)
- Dolomedes orion Tanikawa, 2003 (Japó)
- Dolomedes palmatus Zhang, Zhu & Song, 2005 (Xina)
- Dolomedes palpiger Pocock, 1903 (Camerun)
- Dolomedes paroculus Simon, 1901 (Malàisia)
- Dolomedes plantarius (Clerck, 1757) (Europa, Rússia)
- Dolomedes pullatus Nicolet, 1849 (Xile)
- Dolomedes raptor Bösenberg & Strand, 1906 (Rússia, Xina, Corea, Japó)
- Dolomedes raptoroides Zhang, Zhu & Song, 2004 (Xina)
- Dolomedes saccalavus Strand, 1907 (Madagascar)
- Dolomedes saganus Bösenberg & Strand, 1906 (Xina, Taiwan, Japó)
- Dolomedes sagittiger White, 1849 (Nova Zelanda)
- Dolomedes schauinslandi Simon, 1899 (Illes Chatham)
- Dolomedes scriptus Hentz, 1845 (EUA, Canadà)
- Dolomedes senilis Simon, 1880 (Rússia, Xina)
- Dolomedes signatus Walckenaer, 1837 (Mariana)
- Dolomedes smithi Lessert, 1916 (Àfrica Oriental)
- Dolomedes spathularis Hasselt, 1882 (Sumatra)
- Dolomedes stellatus Kishida, 1936 (Xina, Corea, Japó)
- Dolomedes stilatus Karsch, 1878 (Austràlia)
- Dolomedes straeleni Roewer, 1955 (Congo)
- Dolomedes striatus Giebel, 1869 (EUA, Canadà)
- Dolomedes submarginalivittatus Strand, 1907 (Java)
- Dolomedes sulfureus L. Koch, 1877 (Rússia, Xina, Corea, Japó)
- Dolomedes sumatranus Strand, 1906 (Sumatra)
- Dolomedes tadzhikistanicus Andreeva, 1976 (Tajikistan)
- Dolomedes tenebrosus Hentz, 1844 (EUA, Canadà)
- Dolomedes titan Berland, 1924 (Nova Caledònia, Noves Hèbrides)
- Dolomedes toldo Alayón, 2004 (Cuba)
- Dolomedes transfuga Pocock, 1899 (Congo)
- Dolomedes tridentatus Hogg, 1911 (Nova Zelanda)
- Dolomedes trippi Hogg, 1908 (Nova Zelanda)
- Dolomedes triton (Walckenaer, 1837) (Amèrica del Nord, Cuba)
- Dolomedes upembensis (Roewer, 1955) (Congo)
- Dolomedes vatovae Caporiacco, 1940 (Etiòpia)
- Dolomedes vittatus Walckenaer, 1837 (EUA)
- Dolomedes wetarius Strand, 1911 (Indonèsia)
- Dolomedes wollastoni Hogg, 1915 (Nova Guinea)
- Dolomedes yawatai Ono, 2002 (Illes Ryukyu)
- Dolomedes zatsun Tanikawa, 2003 (Japó)

### Eucamptopus
Eucamptopus Pocock, 1900
- Eucamptopus coronatus Pocock, 1900 (Índia)

### Euprosthenops
Euprosthenops Pocock, 1897
- Euprosthenops australis Simon, 1898 (Àfrica)
- Euprosthenops bayaonianus (Brito Capello, 1867) (Oest, Àfrica Central i Oriental)
- Euprosthenops benoiti Blandin, 1976 (Rwanda)
- Euprosthenops biguttatus Roewer, 1955 (Congo, Namíbia)
- Euprosthenops ellioti (O. P.-Cambridge, 1877) (Índia)
- Euprosthenops pavesii Lessert, 1928 (Àfrica Central i Oriental)
- Euprosthenops proximus Lessert, 1916 (Central, Est, Àfrica Meridional)
  - Euprosthenops proximus maximus Blandin, 1976 (Costa d'Ivori)
- Euprosthenops schenkeli (Roewer, 1955) (Àfrica Oriental)
- Euprosthenops wuehlischi Roewer, 1955 (Namíbia)

### Euprosthenopsis
Euprosthenopsis Blandin, 1974
- Euprosthenopsis armata (Strand, 1913) (Àfrica Central i Oriental)
- Euprosthenopsis lamorali Blandin, 1977 (Sud-àfrica)
- Euprosthenopsis lesserti (Roewer, 1955) (Àfrica Oriental)
  - Euprosthenopsis lesserti garambensis (Lessert, 1928) (Central Àfrica)
- Euprosthenopsis pulchella (Pocock, 1902) (Sud-àfrica)
- Euprosthenopsis rothschildi Blandin, 1977 (Kenya)
- Euprosthenopsis vachoni Blandin, 1977 (Djibouti)
- Euprosthenopsis vuattouxi Blandin, 1977 (Costa d'Ivori)

### Eurychoera
Eurychoera Thorell, 1897
- Eurychoera banna Zhang, Zhu & Song, 2004 (Xina)
- Eurychoera quadrimaculata Thorell, 1897 (Singapur)

### Hala
Hala Jocqu?, 1994
- Hala impigra Jocqu?, 1994 (Madagascar)
- Hala paulyi Jocqu?, 1994 (Madagascar)

### Hesydrimorpha
Hesydrimorpha Strand, 1911
- Hesydrimorpha gracilipes Strand, 1911 (Nova Guinea)

### Hygropoda
Hygropoda Thorell, 1894
- Hygropoda Àfricana Simon, 1898 (Gabon, Sierra Leone)
- Hygropoda albolimbata (Thorell, 1878) (Amboina)
- Hygropoda argentata Zhang, Zhu & Song, 2004 (Xina)
- Hygropoda balingkinitanus (Barrion & Litsinger, 1995) (Filipines)
- Hygropoda borbonica (Vinson, 1863) (Réunion)
- Hygropoda bottrelli (Barrion & Litsinger, 1995) (Filipines)
- Hygropoda campanulata Zhang, Zhu & Song, 2004 (Xina)
- Hygropoda dolomedes (Doleschall, 1859) (Amboina)
- Hygropoda exilis (Thorell, 1881) (Nova Guinea)
- Hygropoda higenaga (Kishida, 1936) (Xina, Taiwan, Japó)
- Hygropoda lineata (Thorell, 1881) (Indonèsia fins a Queensland)
- Hygropoda longimana (Stoliczka, 1869) (Bangladesh, Malàisia)
- Hygropoda longitarsis (Thorell, 1877) (Vietnam, Sulawesi)
  - Hygropoda longitarsis fasciata (Thorell, 1877) (Sulawesi)
- Hygropoda macropus Pocock, 1897 (Moluques)
- Hygropoda madagascarica Strand, 1907 (Madagascar)
- Hygropoda menglun Zhang, Zhu & Song, 2004 (Xina)
- Hygropoda procera Thorell, 1895 (Myanmar)
- Hygropoda prognatha Thorell, 1894 (Singapur)
- Hygropoda subannulipes Strand, 1911 (Illes Aru)
- Hygropoda taeniata Wang, 1993 (Xina)
- Hygropoda yunnan Zhang, Zhu & Song, 2004 (Xina)

### Hypsithylla
Hypsithylla Simon, 1903
- Hypsithylla celebesiana Strand, 1913 (Sulawesi)
- Hypsithylla linearis Simon, 1903 (Madagascar)

### Ilipula
Ilipula Simon, 1903
- Ilipula anguicula Simon, 1903 (Vietnam)

### Inola
Inola Davies, 1982
- Inola amicabilis Davies, 1982 (Queensland)
- Inola cracentis Davies, 1982 (Queensland)
- Inola subtilis Davies, 1982 (Queensland)

### Maypacius
Maypacius Simon, 1898
- Maypacius bilineatus (Pavesi, 1895) (Àfrica Central i Oriental, Madagascar)
- Maypacius christophei Blandin, 1975 (Congo)
- Maypacius curiosus Blandin, 1975 (Congo)
- Maypacius gilloni Blandin, 1978 (Senegal)
- Maypacius kaestneri Roewer, 1955 (Àfrica Central i Occidental)
- Maypacius petrunkevitchi Lessert, 1933 (Angola, Rwanda)
- Maypacius roeweri Blandin, 1975 (Congo)
- Maypacius stuhlmanni (Bösenberg & Lenz, 1895) (Tanzània, Zanzíbar)
- Maypacius vittiger Simon, 1898 (Madagascar)

### Megadolomedes
Megadolomedes Davies & Raven, 1980
- Megadolomedes Austràlianus (L. Koch, 1865) (Nova Gal·les del Sud, Victòria, Tasmània)

### Nilus
Nilus O. P.-Cambridge, 1876
- Nilus amazonicus Simon, 1898 (Brasil)
- Nilus kochi Roewer, 1951 (Queensland)
- Nilus lanceolatus Simon, 1898 (Vietnam)
- Nilus marginatus (Simon, 1888) (Illes Andaman)
- Nilus ornatus Berland, 1924 (Nova Caledònia)
- Nilus spadicarius (Simon, 1897) (Índia)
- Nilus undatus (Thorell, 1877) (Sulawesi)

### Nukuhiva
Nukuhiva Berland, 1935
- Nukuhiva adamsoni (Berland, 1933) (Illes Marqueses)

### Papakula
Papakula Strand, 1911
- Papakula niveopunctata Strand, 1911 (Nova Guinea)

### Paracladycnis
Paracladycnis Blandin, 1979
- Paracladycnis vis Blandin, 1979 (Madagascar)

### Perenethis
Perenethis L. Koch, 1878
- Perenethis dentifasciata (O. P.-Cambridge, 1885) (Pakistan or Índia)
- Perenethis fascigera (Bösenberg & Strand, 1906) (Xina, Corea, Japó)
- Perenethis kawangisa Barrion & Litsinger, 1995 (Filipines)
- Perenethis simoni (Lessert, 1916) (Àfrica, Illes Comoro)
- Perenethis sindica (Simon, 1897) (Índia, Sri Lanka, Nepal, Xina, Filipines)
- Perenethis symmetrica (Lawrence, 1927) (Àfrica)
- Perenethis venusta L. Koch, 1878 (Tailàndia, Taiwan fins a Queensland)

### Phalaeops
Phalaeops Roewer, 1955
- Phalaeops mossambicus Roewer, 1955 (Mozambique)
- Phalaeops somalicus Roewer, 1955 (Somàlia)

### Pisaura
Pisaura Simon, 1885
- Pisaura acoreensis Wunderlich, 1992 (Açores)
- Pisaura anahitiformis Kishida, 1910 (Japó)
- Pisaura ancora Paik, 1969 (Rússia, Xina, Corea)
- Pisaura bicornis Zhang & Song, 1992 (Xina, Japó)
- Pisaura bobbiliensis Reddy & Patel, 1993 (Índia)
- Pisaura consocia (O. P.-Cambridge, 1872) (Israel, Lebanon, Síria)
- Pisaura decorata Patel & Reddy, 1990 (Índia)
- Pisaura gitae Tikader, 1970 (Índia, Illes Andaman)
- Pisaura lama Bösenberg & Strand, 1906 (Rússia, Xina, Corea, Japó)
- Pisaura mirabilis (Clerck, 1757) (Paleàrtic)
- Pisaura novicia (L. Koch, 1878) (Mediterrani fins a Geòrgia)
- Pisaura orientalis Kulczyn'ski, 1913 (Mediterrani)
- Pisaura parangbusta Barrion & Litsinger, 1995 (Filipines)
- Pisaura podilensis Patel & Reddy, 1990 (Índia)
- Pisaura putiana Barrion & Litsinger, 1995 (Filipines)
- Pisaura quadrilineata (Lucas, 1838) (Illes Canàries, Madeira)
- Pisaura sublama Zhang, 2000 (Xina)
- Pisaura swamii Patel, 1987 (Índia)

### Pisaurina
Pisaurina Simon, 1898
- Pisaurina brasiliensis Mello-Leitão, 1940 (Brasil)
- Pisaurina brevipes (Emerton, 1911) (EUA, Canadà)
- Pisaurina dubia (Hentz, 1847) (EUA)
- Pisaurina mira (Walckenaer, 1837) (EUA, Canadà)
- Pisaurina undulata (Keyserling, 1887) (EUA, Cuba)

### Polyboea
Polyboea Thorell, 1895
- Polyboea vulpina Thorell, 1895 (Myanmar, Tailàndia, Malàisia, Singapur)
- Polyboea zonaformis (Wang, 1993) (Xina)

### Qianlingula
Qianlingula Zhang, Zhu & Song, 2004
- Qianlingula bilamellata Zhang, Zhu & Song, 2004 (Xina)
- Qianlingula jiafu Zhang, Zhu & Song, 2004 (Xina)
- Qianlingula turbinata Zhang, Zhu & Song, 2004 (Xina)

### Ransonia
Ransonia Blandin, 1979
- Ransonia mahasoana Blandin, 1979 (Madagascar)

### Rothus
Rothus Simon, 1898
- Rothus auratus Pocock, 1900 (Sud-àfrica)
- Rothus purpurissatus Simon, 1898 (Àfrica, Israel)
- Rothus vittatus Simon, 1898 (Sud-àfrica)

### Staberius
Staberius Simon, 1898
- Staberius lemoulti Caporiacco, 1954 (Guaiana Francesa)
- Staberius spinipes (Taczanowski, 1874) (Panamà fins a Paraguai)

### Stoliczka
Stoliczka O. P.-Cambridge, 1885
- Stoliczka affinis Caporiacco, 1935 (Karakorum)
- Stoliczka insignis O. P.-Cambridge, 1885 (Yarkand)

### Tallonia
Tallonia Simon, 1889
- Tallonia picta Simon, 1889 (Madagascar)

### Tapinothele
Tapinothele Simon, 1898
- Tapinothele astuta Simon, 1898 (Zanzíbar)

### Tapinothelella
Tapinothelella Strand, 1909
- Tapinothelella laboriosa Strand, 1909 (Sud-àfrica)

### Tapinothelops
Tapinothelops Roewer, 1955
- Tapinothelops concolor (Caporiacco, 1947) (Àfrica Oriental)
- Tapinothelops vittipes (Caporiacco, 1941) (Etiòpia)

### Tetragonophthalma
Tetragonophthalma Karsch, 1878
- Tetragonophthalma taeniata (Mello-Leitão, 1943) (Argentina)
- Tetragonophthalma vulpina (Simon, 1898) (Àfrica Central i Occidental)

### Thalassiopsis
Thalassiopsis Roewer, 1955
- Thalassiopsis vachoni Roewer, 1955 (Madagascar)

### Thalassius
Thalassius Simon, 1885
- Thalassius albocinctus (Doleschall, 1859) (Índia fins a les Filipines)
- Thalassius esimoni Sierwald, 1984 (Madagascar)
- Thalassius jayakari F. O. P.-Cambridge, 1898 (Muscat)
- Thalassius kolosvaryi Caporiacco, 1947 (Central, Est, Àfrica Meridional)
- Thalassius leoninus Strand, 1916 (Madagascar)
- Thalassius majungensis Strand, 1907 (Madagascar)
- Thalassius margaritatus Pocock, 1898 (Central, Sud-àfrica)
- Thalassius massajae (Pavesi, 1883) (Àfrica)
- Thalassius paralbocinctus Zhang, Zhu & Song, 2004 (Xina)
- Thalassius phipsoni F. O. P.-Cambridge, 1898 (Índia fins a la Xina)
- Thalassius pictus Simon, 1898 (Àfrica Central i Occidental)
- Thalassius pseudojuvenilis Sierwald, 1987 (Mozambique)
- Thalassius radiatolineatus Strand, 1906 (Àfrica)
- Thalassius rossi Pocock, 1902 (Central, Sud-àfrica)
- Thalassius rubromaculatus Thorell, 1899 (Àfrica Central i Occidental)
- Thalassius spinosissimus (Karsch, 1879) (Àfrica)

### Thaumasia
Thaumasia Perty, 1833
- Thaumasia abrahami Mello-Leitão, 1948 (Guyana)
- Thaumasia annulipes F. O. P.-Cambridge, 1903 (Brasil)
- Thaumasia annecta Bryant, 1948 (Hispaniola)
- Thaumasia argenteonotata (Simon, 1898) (Panamà fins a Perú)
- Thaumasia argentinensis Mello-Leitão, 1941 (Argentina)
- Thaumasia argyrotypa Chamberlin & Ivie, 1936 (Panamà)
- Thaumasia argyrura Mello-Leitão, 1943 (Brasil)
- Thaumasia benoisti Caporiacco, 1954 (Guaiana Francesa)
- Thaumasia brunnea Caporiacco, 1947 (Guyana)
- Thaumasia decemguttata Mello-Leitão, 1945 (Argentina)
- Thaumasia heterogyna Chamberlin & Ivie, 1936 (Panamà)
- Thaumasia marginella (C. L. Koch, 1847) (Puerto Rico, Colòmbia, Brasil)
- Thaumasia niceforoi Mello-Leitão, 1941 (Colòmbia)
- Thaumasia scoparia (Simon, 1888) (Veneçuela)
- Thaumasia senilis Perty, 1833 (Brasil)
- Thaumasia strandi Caporiacco, 1947 (Guyana)
- Thaumasia velox Simon, 1898 (Guatemala fins a Brasil)

### Tinus
Tinus F. O. P.-Cambridge, 1901
- Tinus arindamai Biswas & Roy, 2005 (Índia)
- Tinus chandrakantii Reddy & Patel, 1993 (Índia)
- Tinus connexus (Bryant, 1940) (Cuba, Hispaniola)
- Tinus minutus F. O. P.-Cambridge, 1901 (Mèxic fins al Salvador)
- Tinus nigrinus F. O. P.-Cambridge, 1901 (Mèxic fins a Costa Rica)
- Tinus palictlus Carico, 1976 (Mèxic)
- Tinus peregrinus (Bishop, 1924) (EUA, Mèxic)
- Tinus prusius Carico, 1976 (Mèxic)
- Tinus sikkimus Tikader, 1970 (Índia, Illes Andaman)
- Tinus tibialis F. O. P.-Cambridge, 1901 (Mèxic)
- Tinus ursus Carico, 1976 (Costa Rica, Panamà)

### Tolma
Tolma Jocqu?, 1994
- Tolma toreuta Jocqu?, 1994 (Madagascar)

### Voraptipus
Voraptipus Roewer, 1955
- Voraptipus agilis Roewer, 1955 (Mozambique)

### Vuattouxia
Vuattouxia Blandin, 1979
- Vuattouxia kouassikonani Blandin, 1979 (Costa d'Ivori)

### Walrencea
Walrencea Blandin, 1979
- Walrencea globosa Blandin, 1979 (Sud-àfrica)